# Ingenieros Sin Fronteras

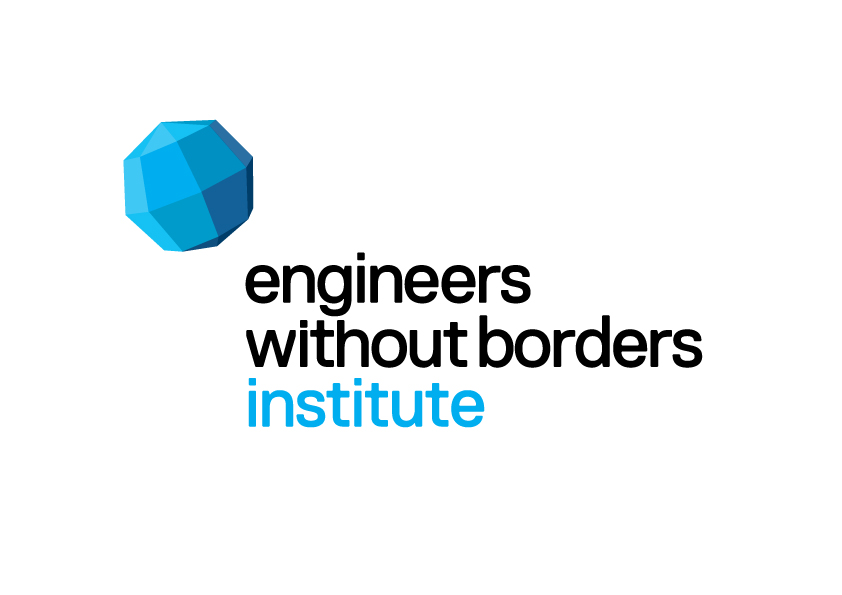
Logo de Engineers without borders

Existen organizaciones denominadas Ingenieros Sin Fronteras o Ingeniería Sin Fronteras en varios países del mundo. Se trata de organizaciones no gubernamentales dedicadas a la cooperación para el desarrollo. No existe una organización mundial de la que formen parte ni se encuentran afiliadas entre ellas, aunque algunas de ellas se han embarcado en la creación de una red internacional para coordinar sus acciones. Sin embargo, en general no existe colaboración entre ellas, trabajando cada una de ellas independientemente.
Al ser la mayor parte de sus proyectos de cooperación pequeños proyectos con socios locales en áreas rurales, esto reduce la burocracia y los costes asociados, frecuentes en grandes organizaciones. En la actualidad, Ingenieros Sin Fronteras de Canadá es la organización más grande.
Algunas de las organizaciones son:
- Ingeniería Sin Fronteras (Argentina)
- Ingénieurs Sans Frontières (Bélgica)
- Ingenieros Sin Fronteras (Canadá)
- Ingeniører uden Grænser (Dinamarca)
- Ingegneria Senza Frontiere (Italia)
- Ingeniería Sin Fronteras (España)
- Ingenieros Sin Fronteras (Reino Unido)
- Ingenieros Sin Fronteras (Estados Unidos)
- Ingenieros sin Fronteras (Perú)
- Ingenieros Sin Fronteras (Portugal) EpDAH y TESE
- Ingenieros Sin Fronteras (Colombia)
- Ingeniería Sin Fronteras (Chile)